# استیسی ادواردز
استیسی ادواردز (انگلیسی: Stacy Edwards؛ زادهٔ ۴ مارس ۱۹۶۵) یک هنرپیشه، و بازیگر سینما اهل ایالات متحده آمریکا است.
از فیلم‌ها یا برنامه‌های تلویزیونی که وی در آن نقش داشته‌است می‌توان به عزب، حلقه بلینگ، خیلی بد، رنگ‌های بنیادین، بهترین چیز بعدی، کمپانی مردان، چهار سگ در حال بازی پوکر و راندن اشاره کرد.